# شینتا اپلکمپ
شینتا اپلکمپ (انگلیسی: Shinta Appelkamp؛ زادهٔ ۱ نوامبر ۲۰۰۰) بازیکن فوتبال اهل ژاپن است.
از باشگاه‌هایی که در آن بازی کرده‌است می‌توان به باشگاه فوتبال فورتونا دوسلدورف اشاره کرد.
وی همچنین در تیم‌های ملی فوتبال زیر ۱۷ سال ژاپن، زیر ۱۷ سال ژاپن، و زیر ۲۱ سال آلمان بازی کرده‌است.